# Сарбя (Вонґровецький повіт)
Сарбя (пол. Sarbia) — село в Польщі, у гміні Месцисько Вонґровецького повіту Великопольського воєводства.
Населення — 270 осіб (2011).
У 1975-1998 роках село належало до Познанського воєводства.

## Демографія
Демографічна структура станом на 31 березня 2011 року:
|          | Загалом | Допрацездатний вік | Працездатний вік | Постпрацездатний вік |
| -------- | ------- | ------------------ | ---------------- | -------------------- |
| Чоловіки | 137     | 36                 | 90               | 11                   |
| Жінки    | 133     | 28                 | 84               | 21                   |
| Разом    | 270     | 64                 | 174              | 32                   |